# 那須平成の森

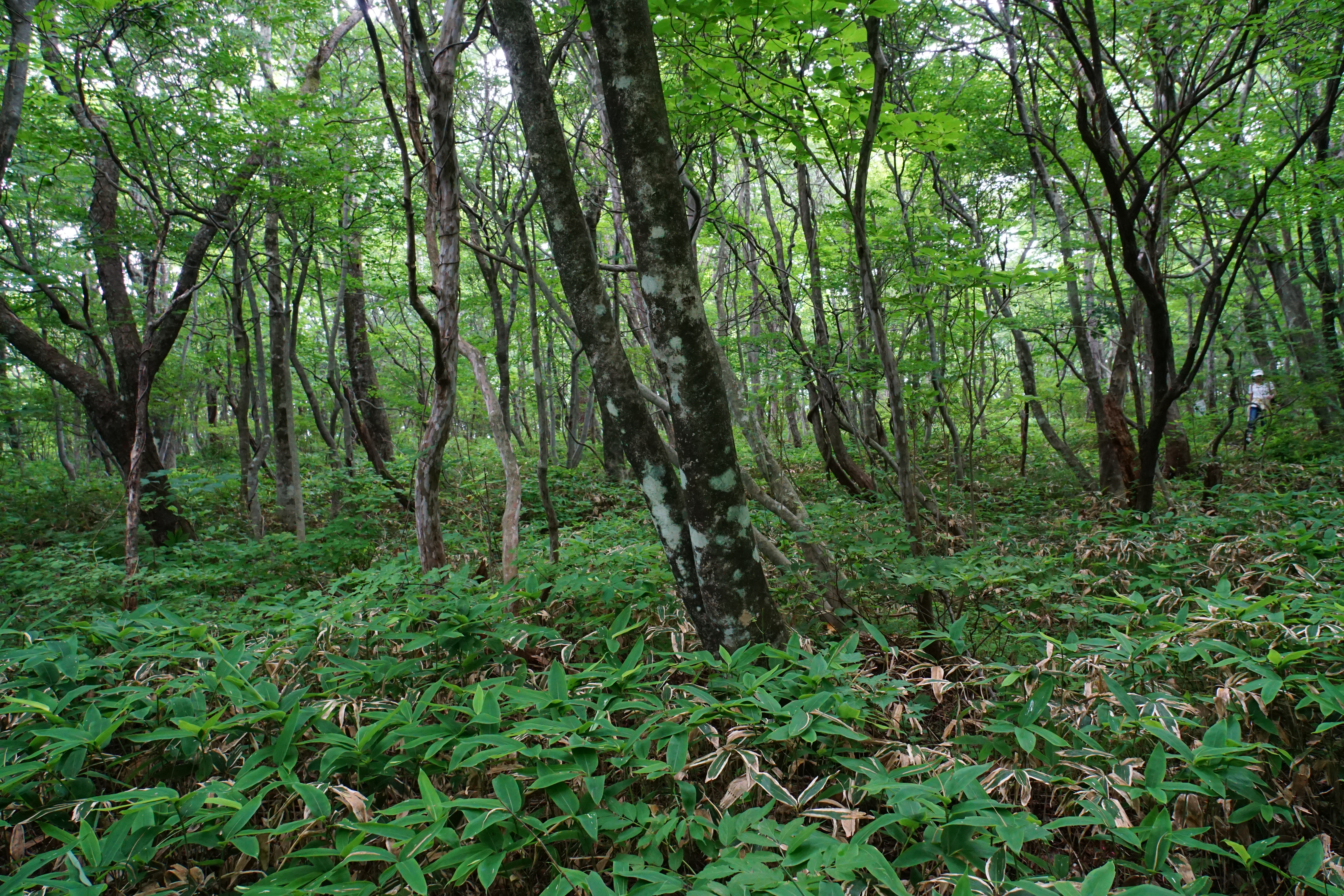
那須平成の森　ふれあいの森

那須平成の森（なすへいせいのもり）は、2011年（平成23年）に栃木県那須町の飯盛山（標高1364m）東南麓の日光国立公園内に開園した自然公園・遊歩道・フィールドセンター等の総称である。

## 概要
那須平成の森のある場所は、1926年（大正15年）に開かれた那須御用邸の敷地内であり、長い間皇室の保養地として使われ一般人は立ち入れない場所であった。
観光客が立ち入らず、バブル景気時の総合保養地域整備法によるリゾート開発の波にも晒されなかった日光国立公園内の森には、ブナの自然林といった豊かな自然と希少種をはじめとした動植物の生態系が残されていることが1997年（平成9年）度から2001年（平成13年）度まで行われた栃木県立博物館による調査によって確認されていた。
また、登山者以外が立ち入れない渓谷には駒止の滝という「幻の滝」も存在する。
これらの豊かな自然環境を保護しつつ、国民が自然に直接ふれあえる場として活用してはどうかという明仁天皇（当時）の意向を受けて、在位20周年という節目の機会に、那須御用邸用地のおよそ半分にあたる約560ヘクタールが宮内庁から環境省へ移管され、一般開放に向けて自然環境のモニタリング調査や、フィールドセンター等の施設整備や遊歩道などの整備が進められ、2011年（平成23年）5月22日に開園した。

### 園内の施設

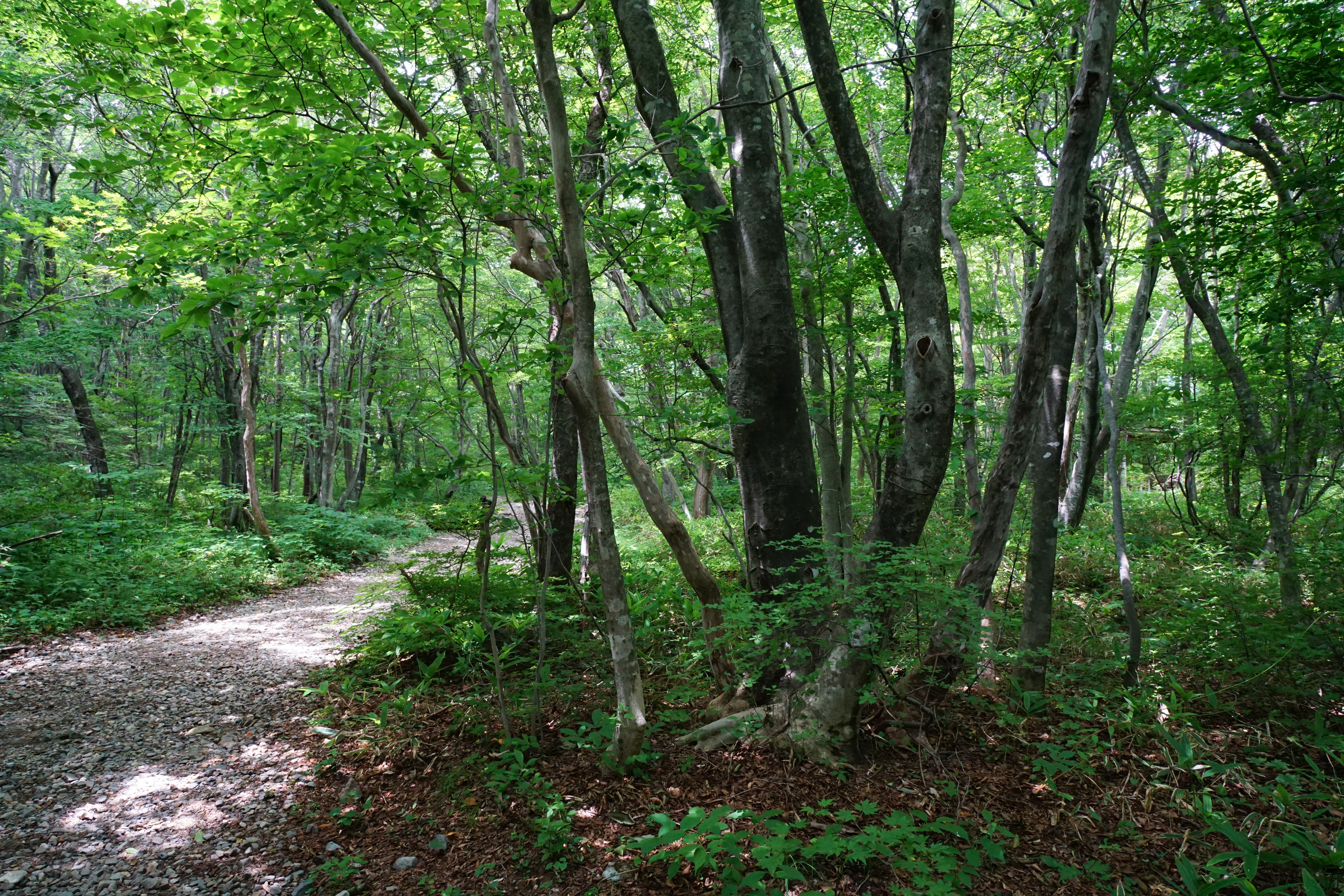
ふれあいの森

- 那須平成の森フィールドセンター - 那須平成の森の中核となる施設。那須平成の森の紹介・展示がある他、後述する「学びの森」への入場の申し込みをここで行う。
- ふれあいの森 - 一般開放ゾーン。自由に散策したり、自然体験が楽しめる森。（ただし、生態系を護るためペットの入場はできない。）
- 学びの森 - 自然環境を保護するため自由な立ち入りを規制したゾーン。那須フィールドセンターにおいてガイドウォークを申し込み「インタープリター」と呼ばれるガイド同伴で利用できるエリア。

### 園外の施設

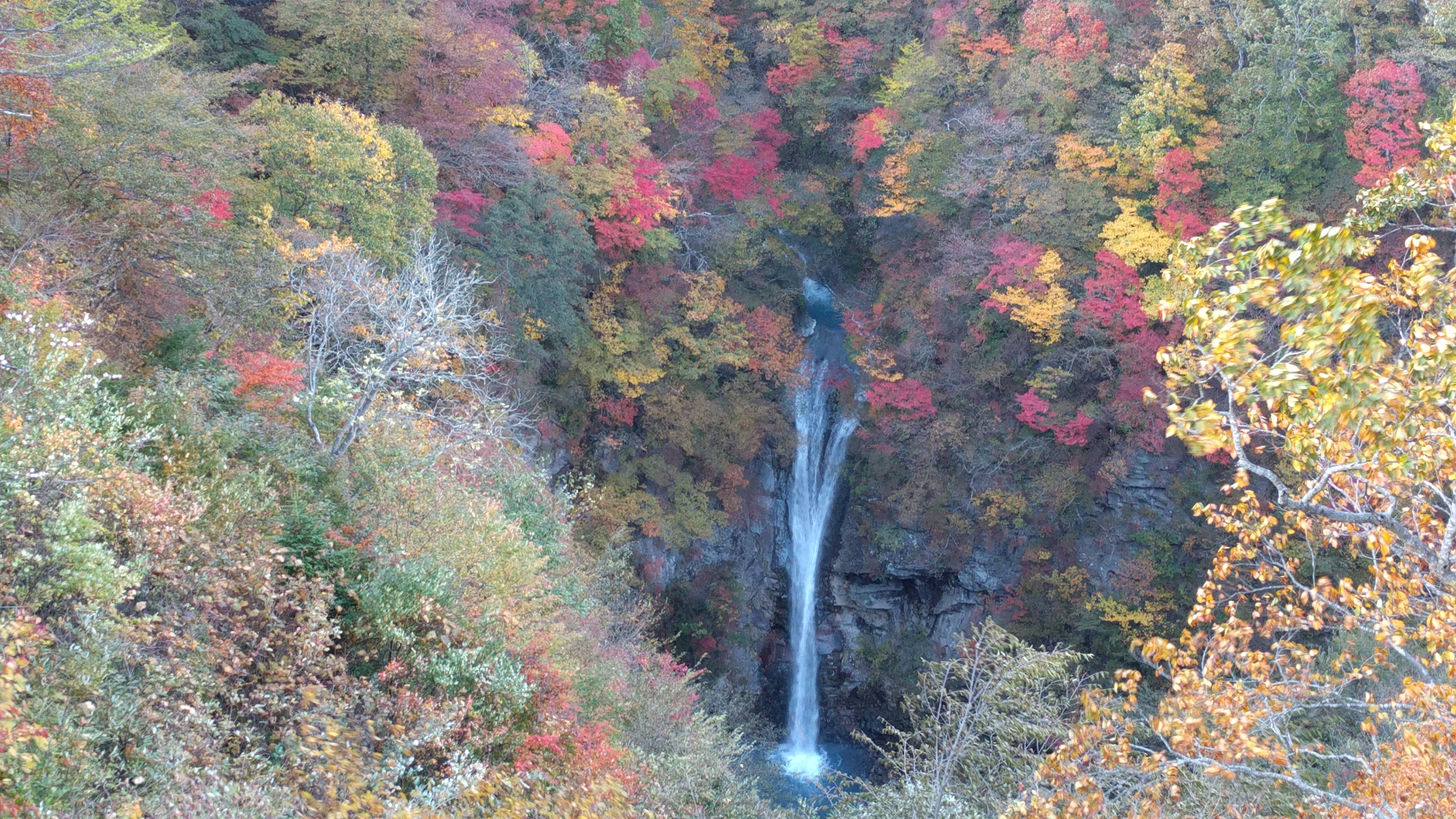
駒止の滝

- 駒止の滝 - 幅約3m、落差約20m[2]。滝を眺める観瀑台は、滝から700mの位置、那須平成の森出口にある駐車場に隣接して設けられている。那須フィールドセンターからふれあいの森経由で観瀑台まで歩いていける他、旧那須高原有料道路（ボルケーノハイウェイ）の栃木県道17号那須高原線の北温泉付近から分岐する道からも直接観瀑台にアクセスできるようになっている。
- 那須高原ビジターセンター - 那須温泉郷の殺生石付近に那須平成の森開園に合わせてオープンした案内施設。電気自動車用急速充電器が設置されている。
- 八幡つつじ群落 - 八幡温泉付近に自生するツツジの群落。遊歩道（木道）が整備されている。環境省の「かおり風景100選」や栃木県の「栃木県景勝100選」に選定されている[2]。
- 県立なす高原自然の家 - 那須平成の森の開園前から八幡ツツジ群落付近にある施設。宿泊設備等がある。
- つつじ吊橋 - 無料の歩行者用つり橋。上記の自然の家周辺にあり、殺生石側と八幡ツツジ群落側を結ぶ渓谷にかかっている。

## 那須平成の森フィールドセンター

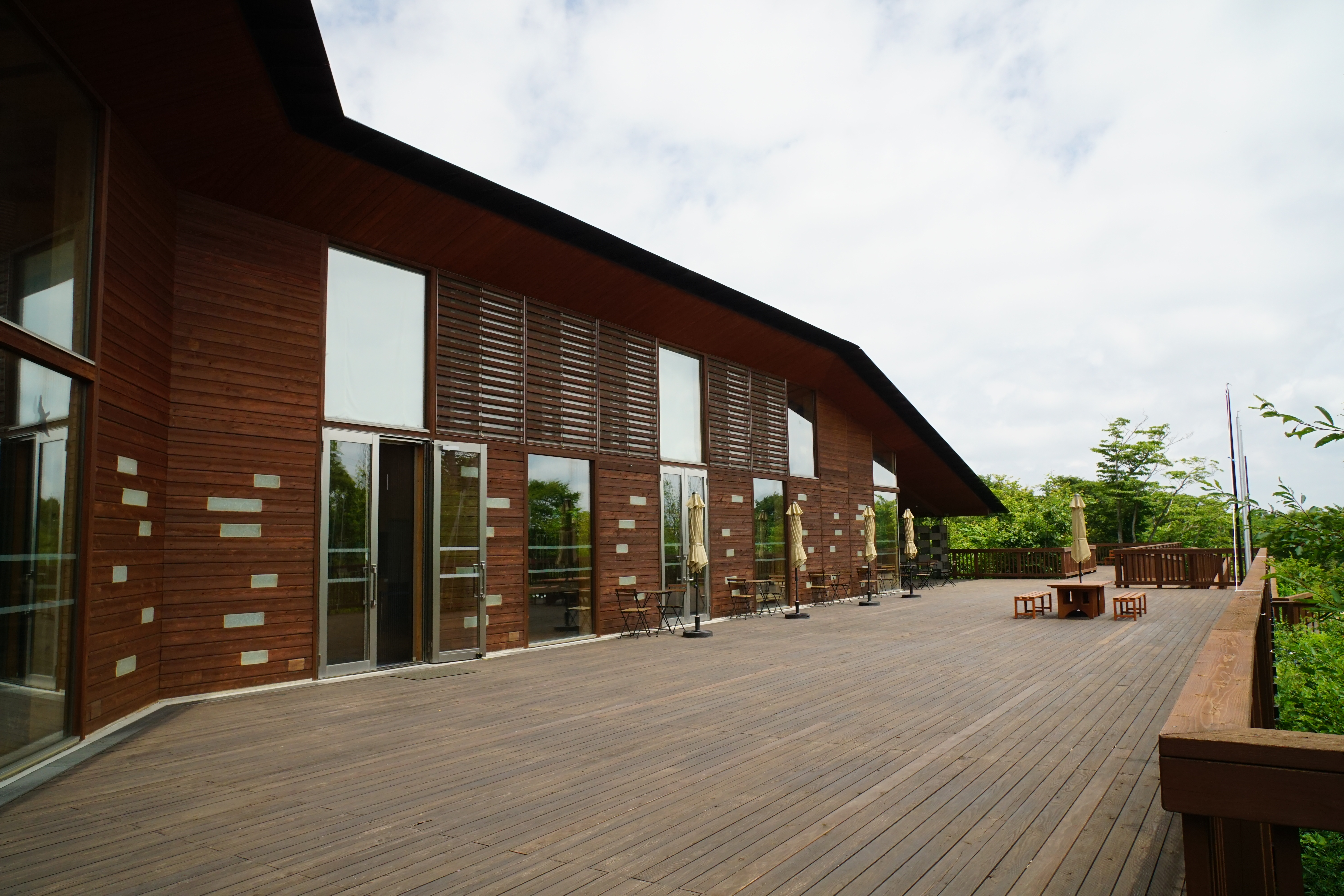
那須平成の森フィールドセンター

- 那須平成の森の中心にある施設。那須平成の森の紹介・展示がある他、学びの森への入場とガイドウォークの申し込みはここで行う。
- 自由に入れるゾーンであるふれあいの森へも一旦この施設を通り抜けて入場する形になっている。
- ペットの入場はできない。
- 大型車両用の駐車場はないので、大型バス等で訪れる場合は事前に電話連絡して指示に従う必要がある。
- 栃木県道290号那須甲子線上に位置する。
- 近隣にはマウントジーンズスキーリゾート那須や那須どうぶつ王国がある。

- 開館時間
  - 9:00 - 17:00
- 所在地
  - 〒325-0302 栃木県那須郡那須町高久丙3254

## 那須高原ビジターセンター
那須ICより那須街道（栃木県道17号那須高原線）を那須岳に向かって登り、殺生石を過ぎた地点にある総合案内施設。
那須平成の森の開園に合わせてオープンした。
電気自動車用の急速充電器が設置されている。
路線バスでも訪れることができる位置にある。
近隣には那須湯本温泉、殺生石、八幡ツツジ群落、つつじ吊橋などがある。
- 開館時間
  - 4 - 11月：　8:30 - 17:30（水曜日休館、但し5月8月は休館日なし）
  - 12 - 3月：　9:00 - 16:30（水曜日休館）
- 所在地
  - 〒325-0301 栃木県那須郡那須町湯本207-2

## アクセス
那須平成の森、那須平成の森フィールドセンター、那須高原ビジターセンター共に新しい施設のため、古い地図やカーナビゲーションシステムには記載されていない。
カーナビゲーションで那須御用邸として検索される場所（一軒茶屋交差点付近）は御用邸の入口であり、一般開放されたエリアの反対側に位置し関係者以外は立入禁止である。
那須平成の森ではサイトから アクセス方法 をプリントアウトして持参することを推奨している。
- 東北自動車道那須インターチェンジから車で約35分。
- 東北自動車道那須高原サービスエリアスマートICから車で約35分（※ETC搭載車に限る）。
- 東北新幹線那須塩原駅、東北本線黒磯駅より那須ロープウェイ路線バスに乗車し八幡温泉バス停留所で下車。つつじ吊橋や那須高原ビジターセンター等の園外施設がある。そこより那須フィールドセンターまではタクシーで約5分。
- 新宿発着の高速バス那須・塩原号（旧・那須塩原リゾートエクスプレス）にて終点の那須温泉バス停下車、そこより那須フィールドセンターまではタクシーで約10分。